# 1953 na ciência

## Eventos
- Fundação do Instituto de Física da Universidade Federal do Rio Grande do Sul (Brasil).
- James Watson e Francis Crick demonstraram o funcionamento e a estrutura em dupla hélice do DNA.

Janeiro
- 7 de Janeiro - Os Estados Unidos anunciam ter desenvolvido a Bomba de Hidrogênio.

Março
- 7 de março - Os cientistas James Watson e Francis Crick apresentam a teoria da dupla-hélice do ácido desoxirribonucleico.

Abril
- 25 de abril - Francis Crick e  James Watson publicam o artigo "Molecular structure of nucleic acids: a structure for deoxyribose nucleic acid"  que descreve a estrutura do DNA.

## Nascimentos
| Data         | Nome                  | Profissão               | Nacionalidade  | Observações | Ref   |
| ------------ | --------------------- | ----------------------- | -------------- | --- | ----- |
| 16 de março  | Richard Stallman      | programador/filósofo    | Estados Unidos | |       |
| 11 de abril  | Andrew Wiles          | matemático              | Reino Unido    | Prémio Whitehead 1988 Prémio Fermat 1995 Prémio Rolf Schock de Matemática 1995 Prémio Ostrowski 1995 Prémio Wolf de Matemática 1995/1996 Medalha Real 1996 Prêmio de Matemática NAS 1996 Prémio Cole 1997 Clay Research Award 1999 Prémio Shaw de Matemática 2005 Prémio Abel 2016 | [ 1 ] |
| 9 de outubro | William Frazier Baker | engenheiro estrutural   | Estados Unidos | Medalha de Ouro do IStructE 2010 | [ 2 ] |
| ??           | David Deutsch         | físico                  | Israel         | |       |
| ??           | John LeRoy Hennessy   | cientista de computação | Estados Unidos | |       |

## Mortes
| Data           | Nome                        | Profissão                        | Nacionalidade                              | Observações | Ref                                                 |
| -------------- | --------------------------- | -------------------------------- | ------------------------------------------ | --- | --------------------------------------------------- |
| 9 de janeiro   | Conrad Heinrich Müller      | matemático                       | Alemanha                                   | n. 1878 |                                                     |
| 23 de janeiro  | Kazimierz Żorawski          | matemático                       | Polónia                                    | n. 1866 |                                                     |
| 1 de fevereiro | Justin Marie Jolly          | hematologista e histologista     | França                                     | n. 1870 |                                                     |
| 7 de março     | Juan Brüggen Messtorff      | geólogo                          | Alemanha                                   | n. 1887 |                                                     |
| 22 de março    | Gustav Herglotz             | matemático                       | Alemanha                                   | n. 1881 |                                                     |
| 21 de maio     | Ernst Zermelo               | matemático e filósofo            | Alemanha                                   | n. 1871 |                                                     |
| 27 de maio     | Manuel Said Ali Ida         | filólogo                         | Brasil                                     | n. 1861 |                                                     |
| 14 de junho    | Carl Julius Bernhard Börner | botânico e entomólogo            | Alemanha                                   | n. 1880 |                                                     |
| 4 de julho     | Jean Becquerel              | físico                           | França                                     | n. 1878 |                                                     |
| 14 de julho    | Richard von Mises           | matemático e engenheiro mecânico | Áustria                                    | n. 1883 |                                                     |
| 15 de agosto   | Ludwig Prandtl              | físico                           | Alemanha                                   | n. 1875 |                                                     |
| 12 de setembro | Hugo Schmeisser             | inventor e desenhador de armas   | Alemanha                                   | n. 1884 |                                                     |
| 28 de setembro | Edwin Powell Hubble         | astrónomo                        | Estados Unidos                             | n. 1879 |                                                     |
| 23 de outubro  | Maurice Lugeon              | geólogo                          | Suíça                                      | n. 1870 Medalha Gustav Steinmann 1949 Medalha Wollaston 1938 | [ 3 ]                                               |
| 13 de novembro | Herbert Eugene Ives         | cientista                        | Estados Unidos                             | n. 1882 |                                                     |
| 19 de dezembro | Robert Andrews Millikan     | físico                           | Estados Unidos                             | n. 1868 Nobel da Física 1923 Medalha Edison IEEE 1922 Medalha Hughes 1923 | [ 4 ] [ 5 ] [ 6 ]                                   |
| 20 de dezembro | Emmanuel de Margerie        | geólogo e geofísico              | Segundo Império Francês                    | n. 1862 Prémio Prestwich 1912 Medalha Geográfica Cullum 1919 Medalha Lyell 1921 Medalha Mary Clark Thompson 1923 Medalha de Ouro Pio XI 1943 Medalha Wollaston 1946 Prémio Gaudry 1953 | [ 7 ] [ 8 ] [ 9 ] [ 10 ] [ 11 ] [ 12 ] [ 3 ] [ 13 ] |
| 20 de dezembro | Henry Horatio Dixon         | botânico                         | Reino Unido da Grã-Bretanha e Irlanda      | n. 1869 |                                                     |
| agosto         | Francisco de Castro Araujo  | médico                           | Brasil                                     | n. 1889 |                                                     |
| ??             | António Tomás Cabreira      | matemático                       | Reino Unido de Portugal, Brasil e Algarves | n. 1868 |                                                     |

## Prémios
Medalha Arthur L. Day
- John F. Schairer[14]

Medalha Bigsby
- Kingsley Charles Dunham[15]

Medalha Bruce
- Harold D. Babcock[16]

Medalha Copley
- Albert Kluyver[17]

Medalha Davy
- John Lennard-Jones[18]

Medalha Edison IEEE
- John F. Peters[5]

Medalha Guy
- ouro - A. Bradford Hill[19]
- prata - J.O. Irwin[20]

Medalha Hughes
- Edward Crisp Bullard[6]

Medalha Lorentz
- Fritz London[21]

Medalha Penrose
- Esper S. Larsen, Jr.[22]

Medalha Real
- Paul Fildes[23] e Nevill Francis Mott[23]

Prémio Nobel
- Física - Frits Zernike[4]
- Química - Hermann Staudinger[24]

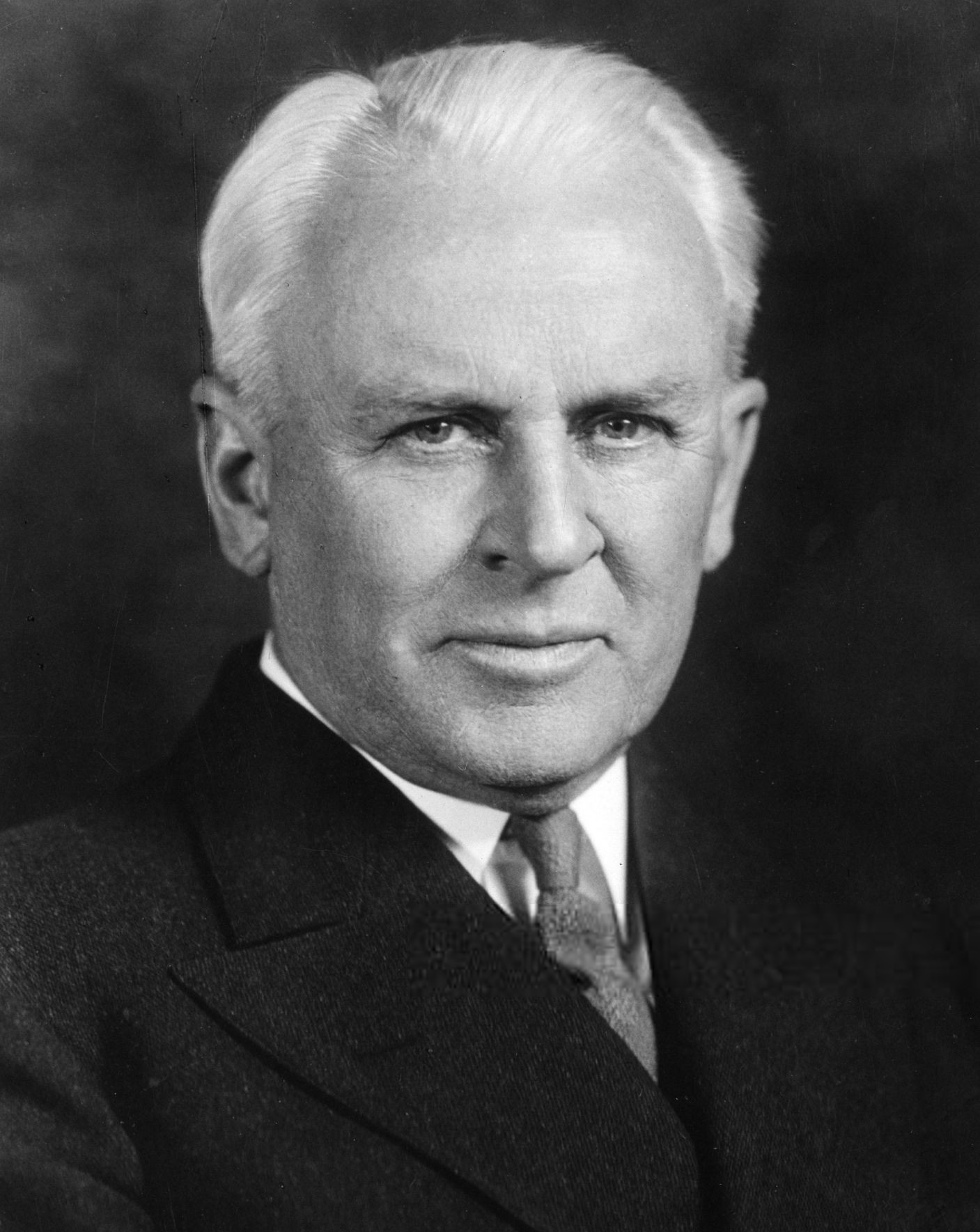
Robert Andrews Millikan
(1868 - 1953)

- Fisiologia ou Medicina - Hans Adolf Krebs[25] e Fritz Albert Lipmann[25]